# モーゼス・ヘイズン
モーゼス・ヘイズン（英: Moses Hazen、1733年6月1日 - 1803年2月5日）は、アメリカ独立戦争のときの大陸軍准将である。マサチューセッツ植民地で生まれ、ロジャース・レンジャーズの一員としてフレンチ・インディアン戦争に参戦し、その後ケベックのモントリオール郊外に入植し、そこでアメリカ独立戦争初期のカナダ侵攻作戦に巻き込まれ、アメリカ植民地軍に従軍した。この戦争を通じて自分の連隊（第2カナダ連隊、あるいは大陸会議所有連隊）を指揮した。ヘイズンはまた、ケベック州、ニューハンプシャー州、バーモント州、およびニューヨーク州に土地を所有する土地開発者だった。

## 初期の経歴
ヘイズンはマサチューセッツ植民地ヘイブリルで、昔からのニューイングランド・ピューリタンの家庭に生まれた。ヘイズンはユダヤ人であることを示す逸話が伝わっている。系図学者に拠ればヘイズンの家系は明らかにイングランドに繋がり、そこでは姓がハッセンだった。ヘイズンの同時代人、例えばジェイムズ・トンプソン軍曹はその日記『フレーザーのハイランダー』の中で、サントフォアの戦いからの撤退中にヘイズンに会ったときに、「途中で私はユダヤ人のモーゼス・ヘイズン大尉に出くわした」と書いており、ヘイズンがユダヤ人と考えていたと考えられる。

## フレンチ・インディアン戦争

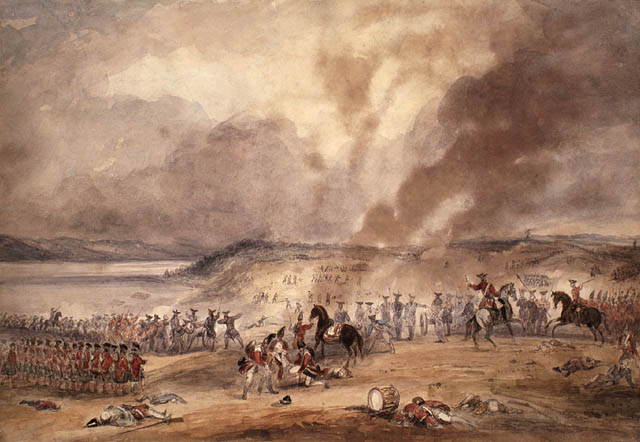
ジョージ・キャンピオン描くサントフォアの戦い

フレンチ・インディアン戦争が始まったとき、ヘイズンは革鞣し屋で徒弟修業をしていた。1756年、家族の多くの者が入っていた地元の民兵隊に入隊した。初めにジョージ湖近くのウィリアム・ヘンリー砦で任務に就き、そこでロジャーズ・レンジャーズの指揮官ロバート・ロジャーズと初めて出逢い、その指揮下に入った。ロジャースはその後、レンジャーズの新しい中隊でヘイズンを士官に任命するよう推薦した。1758年、イギリス軍によるルイブール要塞包囲戦中にヘイズンの兄弟が物資をイギリス軍に供給するの助けた後、エドワード砦でレンジャーズのジョン・マカーディ中隊で少尉に任官された。マカーディ中隊では、ルイブール攻撃で戦闘が極めて激しかった最初の上陸時を含め、戦闘に参加した。
ルイブールの後、その中隊はまずセントジョン砦に駐屯し、その後セントアン砦に移ってアカディア人やインディアンに対して戦い、襲撃を行った。ある特に残酷な事件の中で、6人の男の頭皮を剥ぎ、他に4人と2人の女、3人の子供をヘイズンが火を付けた家屋で焼き殺した。地元の民兵隊指導者で焼かれた女性の父でもあったジョセフ・ベルフォンテーンは、レンジャーズへの協力を強制するためにこの事件を目撃させられたと訴えた（ベルフォンテーンは2人の孫と共に森の中に逃亡した）。ヘイズンを大尉に昇格させるまでこの事件を知らなかったジェフリー・アマースト将軍は、「私は常に女性や幼気な子供を殺すことを認めないので彼の長所を傷つけたあの事件について聞いたと言うのは残念なことだ。」と述べた。
1759年1月、マカーディ大尉が兵士の倒した木の下敷きになって死んだ。ヘイズンは中隊の指揮を任された。1759年のその後に中隊はケベック包囲戦に参加し、おもに郊外の偵察や襲撃に関わった。ケベック市が陥落したときは、それらの襲撃の一つに出ていた。ヘイズンの中隊が関わったもう一つの残虐行為として、ケベックに近い教区で牧師1人と30人の教区員が殺され頭皮を剥がれた。
ヘイズンは1760年のサントフォアの戦いにも参戦し、太腿に重傷を負った。1761年2月、イギリス軍第44連隊の中尉としての任官を購入した。この戦争の残り期間はモントリオールの守備隊任務となり、1763年に休職給で退官した。ジェイムズ・マレー将軍は1761年にヘイズンについて、「彼は大変な勇敢さを示し功績を残したので、彼が要求できるあらゆる軍隊的報償を得る資格がある」と肯定的に記した。

## 土地開発

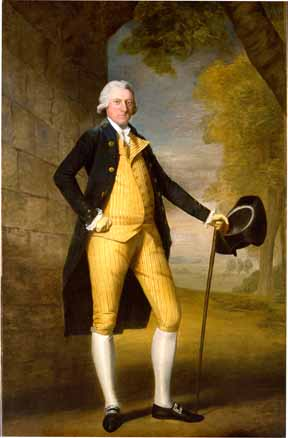
ヘイズンの共同経営者ガブリエル・クリスティ

ケベック包囲戦の間にヘイズンは当時補給係副官だったガブリエル・クリスティと出逢った。クリスティはモントリオールの南、リシュリュー川流域に幾らかの土地を所有しており、その資産を拡大しようと考えていた（クリスティは後にケベック最大級の土地所有者となった）。戦後、クリスティとヘイズンは共同で、サントジャン砦に近いリシュリュー川東岸にあるサブレボアとブルーリーの領主領地を購入した。また西岸の土地をロンギュール男爵から賃借した。これらの所有によってシャンプレーン湖から船で到達可能な北端であるサントジャン周辺の土地所有権をほとんど排他的に支配した。
まだ軍務に就いていたクリスティはその土地を離れることが多かったので、ヘイズンが土地を開発し、クリスティが資金を提供した。ヘイズンはアイバービルに領主館を造り、2箇所の製材所を造って木材の販売など各種の事業を始めた。1765年、ヘイズンは土地の副測量士と治安判事にも指名された。その取り扱う事業の中で、ニューヨーク市のイギリス軍指揮官だったトマス・ゲイジ将軍に、軍用の設備や木材を提案した。ゲイジは当時興味を示さず、その地域で軍事行動が必要になれば、その提案を心に留めておくと伝えただけだった。
ヘイズンは領主領での事業を拡張したが、その積極的な開発で負債も背負い、クリスティとの間に摩擦を生じた。1770年、負債に不満だったクリスティは最終的に精算を要求した。このことで持ち分の分割を行うことになり、ヘイズンはブルーリースドと呼ばれるブルーリー領主領の南側部分を受け取った。ヘイズンとクリスティーはその後何年もこれらの土地の支配権を巡って訴訟を繰り返し、アメリカ独立戦争後にクリスティが全体の支配権を勝ち取った。
1762年、ヘイズンの兄弟であるジョンがコネチカット川東岸の最北、ニューハンプシャーのヘイブリルに入植し、1764年にはジェイコブ・ベイリーがヘイブリルとは対岸の、現在ではバーモント州ニューベリーに入植した。ヘイズンはこれらの開拓地に持ち分を持っており、またコネチカット川西岸、今日のバーモント州ブラッドフォードでも土地を取得した。そこからセントジャンまで道路を建設するアイディアが生まれたのはこの時だった。このアイディアはアメリカ独立戦争のときに再浮上し、ジョージ・ワシントンがベイリー・ヘイズン軍事道路の建設を承認した。
ヘイズンの土地開発は、セントジョン川協会に加入した1764年に成長を続けた。この組織は当時はノバスコシア、現在のニューブランズウィック州のセントジョン川に沿った土地を開発する目的で、軍隊の士官集団が創設したものだった。その共同出資者の中には、トマス・ゲイジ、フレデリック・ハルディマンド、ウィリアム・ジョンソンおよびトマス・ハチンソンが入っていた。
1770年秋、ヘイズンはモントリオールの名家出身であるシャーロット・ド・ラ・ソセーと結婚した。夫妻はサントジャンに近い所で落ち着き、家を建て、農業を始めた。

## アメリカ独立戦争

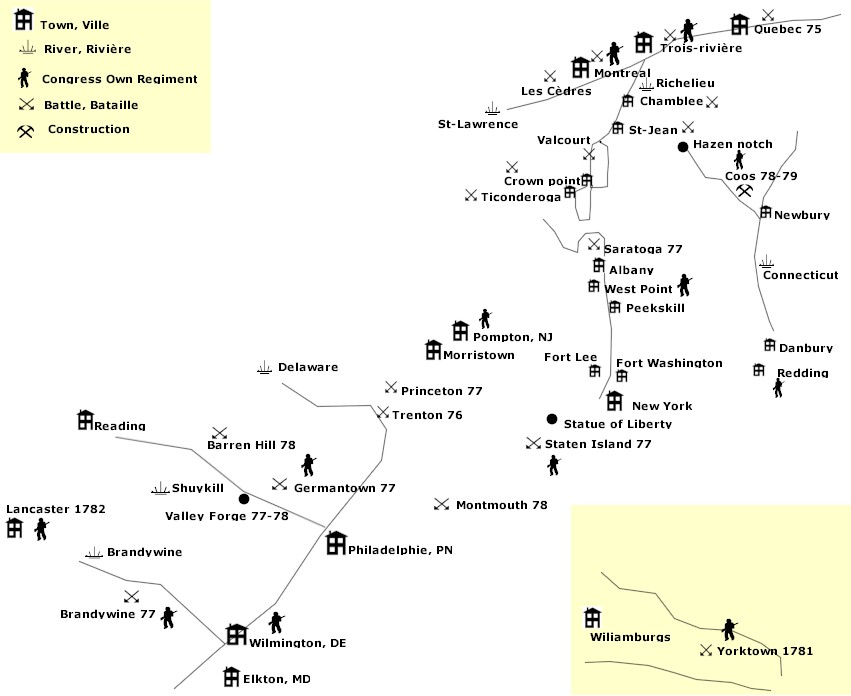
大陸会議所有連隊の動き

### 大陸軍の到着
1775年にアメリカ独立戦争が始まったとき、ヘイズンはサントジャンで半給で暮らしていた。5月18日にベネディクト・アーノルドがサントジャン砦を襲ったとき、ヘイズンはその襲撃の報せを（タイコンデロガ砦占領の報せと共に）まずモントリオールの軍当局、続いてケベック市のガイ・カールトン総督に報告した。その後家に戻って、この紛争が自分自身や土地に与えるかも知れない影響を検討した。
アメリカ大陸軍がカナダに侵攻し、9月6日にはサントジャンのヘイズンの家近くまで到着した。その日ヘイズンはフィリップ・スカイラー将軍に会って、サントジャン砦は防御が固いので包囲戦でも抜けそうにないこと、また地元の住人はアメリカ側を支援しそうにないことを説明した。この悲観的な話にスカイラーは撤退を考えたが、新たな大陸軍が到着し、近くのシャンブリーに住んでいる穀物商ジェイムズ・リビングストンからの楽観的な評価もあって、大陸軍は改めて攻撃することになった。リビングストンは11月に第1カナダ連隊を結成させることになった。

### 投獄と釈放
9月17日、このとき大陸軍を指揮していたリチャード・モントゴメリー准将がサントジャン砦包囲戦を開始した。翌日ジョン・ブラウンの指揮する大陸軍分遣隊が、砦の北でヘイズンを逮捕した。しかし、砦からのイギリス軍突撃隊がブラウン隊を後退させた。ヘイズンはイギリス軍の手に渡った。イギリス軍指揮官のチャールズ・プレストン少佐はヘイズンを信用せず、クロード・ド・ロリミエの護衛付きでモントリオールに送った。リチャード・プレスコット准将はヘイズンの行動に関する説明に不満であり、ヘイズンを投獄した。

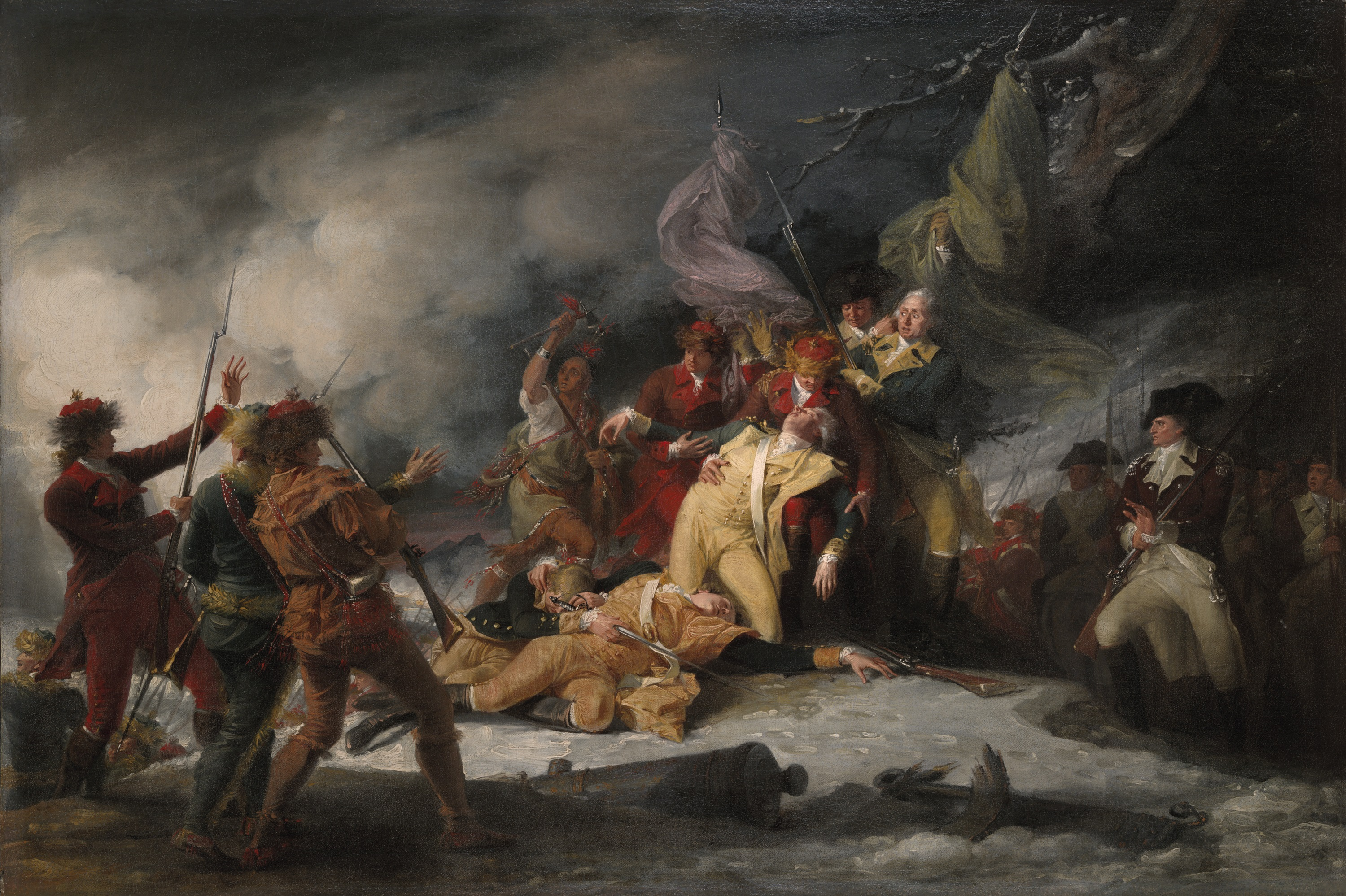
ケベックの戦いでのモンゴメリー将軍の戦死、ジョン・トランブル画

ヘイズンは過酷な状態で54日間閉じ込められていた。イギリス軍はサントジャン砦の陥落後にモントリオールから撤退し、そのときに使った多くの船の一つに囚人を乗せて輸送した。イギリス船隊の大半は大陸軍に捕獲され、大陸軍はその支持を表明したヘイズンや他の政治犯を釈放した。ヘイズンはイギリス軍から受けた待遇に不満であり、ケベック市に向かう大陸軍に入隊した。ヘイズンは、アメリカ軍が包囲戦中にその土地にかなりの損害を与え、物資のために略奪し、ヘイズンの家を宿舎に使ったという事実にも拘わらず大陸軍に入隊した。

### ケベックでの従軍
ヘイズンはケベックの戦いに従軍し、その破壊的な損失をフィラデルフィアの第二次大陸会議に報告するために派遣された二人の内の一人となった（もう1人はエドワード・アンティル）。大陸会議はヘイズンの功績を認めて大佐に任官し、大陸軍の第2カナダ連隊、またの名を大陸会議所有連隊あるいはヘイズン連隊の指揮官に任じた（アンティルはこの連隊の中佐に任じられた）。ヘイズンは当初准将の位を提案されたが、これを拒み、その代わりに大佐を要求し、戦闘で失われた損失への賠償を求めた（ヘイズンの資産は既にサントジャン砦周辺の大陸軍の行動でかなりの損傷を受けていた）。ヘイズンはリビングストンの大尉の一人であるジョン・ダガンより前にフィラデルフィアに到着して幸運だった。ダガンにはそれ以前にベネディクト・アーノルドが第2カナダ連隊への任官を約束していた。
ヘイズンとアンティルはケベックに戻り、アンティルが連隊のための兵士を徴兵している間、ヘイズンはモントリオールに駐屯していた。ヘイズンは1776年3月下旬から4月半ばの短期間大陸軍のためにモントリオール防衛軍を指揮した。このときデイビッド・ウースター将軍がケベック郊外の大陸軍を指揮し、アーノルドがモントリオール守備隊の指揮官に就任した。ヘイズンが指揮を執った間にティモシー・ベデルと390名の兵士を派遣してモントリオールから約40マイル (64 km) 上流のザ・シーダーズの防御を固めさせた。この部隊は5月のシーダーズの戦いでイギリス軍とインディアンの連合軍に降伏した。

### アーノルドとの衝突
アーノルドがモントリオールの指揮権を執ったことに続いて、ヘイズンの連隊はシャンブリー砦の守備隊任務を与えられた。ヘイズン（およびその兵士）はザー・シーダーズの戦闘に対する大陸軍の反抗を支援する援軍として呼ばれた。作戦会議でヘイズンとアーノルドはどのような行動をとるべきかについて白熱したやり取りを行い、アーノルドの意見では命令不服従の域に達していた。アーノルドはそれ以前にヘイズンについて高い評価をしており、ヘイズンは「分別が有り、賢明な士官であり、この国を知悉している」と記していた。
1776年5月と6月に大陸軍がケベックから撤退する間、ヘイズンとアーノルドは告発と反論の告発、軍法会議やその他の審問などに繋がる論争に巻き込まれ、これが1779年まで続くことになった。問題はアーノルドがモントリオールの商人から徴発し、シャンブリーに送って、退却の一部として南に運ぶよう命じた物資のことだった。ヘイズンはシャンブリーの施設を担当しており、その物資がモントリオールの友人の資産であると分かったために、その物資の運び出しを認めることを拒んだ。それに続く退却の中で、これら物資の大半は略奪され失われた。アーノルドは即座にヘイズンを命令に従わなかった廉で軍法会議に掛けることを望んだが、イギリス軍が接近した為に、タイコンデロガ砦に戻るまでそのようなことはできなかった。アーノルドのヘイズンに対する意見ははっきりと変わった。「これはヘイズン大佐が命令に従わなかった最初の機会でも最後の機会でもなかった。彼が就いているポストに対してあまりに出すぎた男だと思う」と記した。
ヘイズンの軍法会議は1776年7月19日に開かれ、見事に無罪となった。しかし、その過程には異例のことがあり（判事側弁護士はモントリオールからシャンブリーまで物資を運んだまさにその士官であったので、証言しなかった）、アーノルドはその後もヘイズンを攻撃し続けた。1776年12月、別の審問が開かれ、ヘイズンはまたしても悪事をしていないとされた。続いてヘイズンがアーノルドをモントリオールの商人から略奪したと告発した。アーノルドは1779年までこの容疑を晴らすことなく、その時には既にイギリスへの寝返りを考えていた。

### 連隊の立ち上げ
ヘイズンの連隊はケベックからの撤退によって著しくその数を減らしており、1776年の夏から秋にまずタイコンデロガ砦で、続いてオールバニでの任務を与えられ、その後フィッシュキルでの冬季宿営を命じられた。この期間、ヘイズンは徴兵を続け、大陸会議からはアメリカのどこからでも徴兵してよいという許可を得た。北部の植民地ではそこの連隊を補充するのも困難であったので、ヘイズンは難渋した。他の徴兵担当者に競り負けることも多かった。中部植民地（主にニュージャージー、メリーランドおよびペンシルベニア）で徴兵したアンティルはより成功を収めた。1777年6月までにこの連隊は700名にまで達したが、承認されていた勢力は1,000名だった。当初のケベック出身の兵士と13植民地から徴兵した新しい兵士との間の文化的違いが、連隊内のよくある摩擦の原因になった。その結果、ヘイズンはフランス語を話す兵士を別の中隊にまとめた。
ヘイズンはケベックの自分の資産に対する損害について大陸会議に補償を求めた。当初の請求額は11,363ドルだったが、大陸会議は1776年10月に2,595ドルを支払った。

### フィラデルフィア方面作戦
1777年5月、ヘイズンの連隊はニュージャージーのプリンストンで大陸軍主力と合流するよう命じられ、ジョン・サリバンの旅団の一部としてフィラデルフィア方面作戦で活動した。ヘイズンの中隊の幾つか（ヘイズン自身のものは除く）はスタテンアイランドの戦いに参戦し、この戦いでアンティルが捕まった。ブランディワインの戦いでヘイズンが指揮したのは、大陸軍前線の北端であり、そこはイギリス軍によって攻撃された側面の一つになった。この戦闘でヘイズン連隊は4名の士官と73名の兵士を失った。ジャーマンタウンの戦いでは、自分の連隊に加え、第2、第4および第6メリーランド連隊を含む1個旅団を指揮した。この旅団はサリバン隊の一角となって町に行軍した。ヘイズン連隊はこの時の戦闘で士官3名と19名の兵士を失った。

### ベイリー・ヘイズン道路の提案
ヘイズンは1776年にアメリカに戻って以来、特にカナダを主題として大陸会議と常に対話を続けていた。1778年1月、この対話がいくらかの結果を生み、フランスの援助もあってカナダ侵攻の計画が始まった。ヘイズンはこの作戦で補給係副官に指名された。しかしその計画は兵站の難しさで挫折し、実行されることは無かった。最終的に1778年3月に大陸会議が中止させた。
この失敗でもヘイズンにとってカナダ侵攻のための新しい経路を提案する障害にはならなかった。その経路はヘイズンが土地を所有しその地域を知っているニューベリーから、ケベックのサントフランシスに至るものだった。7月12日、ハイズンはニューベリーを出発しその経路を偵察した。7月25日にはホワイトプレーンズに戻っていた。この動きはニューヨーク地域で人員が必要とされたために暫く中断された。ニューベリーを発する経路に基づくケベック攻撃の計画は1778年秋にも再考されたが、ワシントンがそのアイディアに対する抵抗を続けた。

### 道路建設任務
1779年の春と夏、ヘイズン連隊とティモシー・ベデル連隊は、再度カナダ侵攻を始める目標を持ってベイリー・ヘイズン軍事道路の建設のために働いた。道路の一部、ニューベリーとピーチャムの間は1776年にジェイコブ・ベイリーによって造られていた。ヘイズンは現在のバーモント州北部ヘイズンズノッチと呼ばれる所まで道路建設を監督した。この建設は、8月にイギリス軍が建設部隊を捕まえるためにセントジョンで軍隊の準備をしているという報せが入って中断された。ワシントン将軍はこの経路で侵攻軍を送るつもりにはならなかった。工事全体はイギリス軍の注意を逸らすための囮であり、侵攻を始めることは思いとどまらせた。ワシントンは大陸会議に宛てて、この工事は「ケベックとセントローレンス川沿いの基地で注意を喚起する目的のものであり、先のサリバン将軍の遠征隊のために牽制を行うものである。 ... 遠征は見事成功した。」と書き送った。

### ニューヨーク周辺での任務
ヘイズンとその連隊はニュージャージーのモリスタウンにあるワシントンの主宿営地でその冬を過ごした。そこでヘイズンは再度訴訟沙汰に巻き込まれた。アーノルドとの以前の対立に関する告発を審査する軍法会議のためにその任務を解かれ、また夏の道路建設の間に物資の管理を誤ったことで告訴された。1780年春にストイベン男爵による軍隊の詳細審査が行われ、ヘイズン連隊と既に103名まで減っていたリビングストン連隊を合併するよう推奨された。ヘイズンとリビングストンの間にはその年功に関する政治的な確執があり、ヘイズンがその闘争に敗れて、1781年1月1日付けの再編成実行に続いて、統合された連隊を諦めることになった。
1780年1月、この連隊は失敗したスタテンアイランドの攻撃に関わった。この作戦がイギリス軍に漏れていた。ヘイズン連隊はエノック・プア旅団に転籍となった。その転籍が実行されるまでにヘイズンは全旅団の指揮を任されたが、このときも准将昇任の要請は拒絶された。その夏、旅団はウェストポイント地域に配置換えとなった。そこへ行く途中でヘイズンは兵士達が水を飲む為に停止することを認めたが、これで軍の隊列を壊してしまった。ストイベン男爵は軍の規律を破った廉でヘイズンの逮捕を命じた。このときもヘイズンは無罪となり、直ぐに士官および紳士に相応しくない行動でストイベンを告発した。ストイベンは謝罪した。
ヘイズン連隊はその秋ウェストポイントの対岸で守備に就いたが、このときイギリス軍スパイのジョン・アンドレが捕まり、アーノルド将軍は逐電した。ヘイズンの甥であるベンジャミン・ムーアズを含めヘイズン旅団の兵士100名がアンドレの処刑に立ち会った。

### ヨークタウン
1781年6月29日、ヘイズンは准将に昇進し、ヨークタウンの戦いの時はラファイエット指揮下の1個旅団長を任された。

## 戦後
独立戦争終了後、ヘイズン将軍はケベックに戻ることができなくなり、ニューヨーク州北部で土地特許を得た。1803年2月5日、ヘイズンはニューヨーク州トロイで死に、そこで葬られた。
1828年5月26日、アメリカ合衆国議会はヘイズンの法的代表者に対し、ヘイズンが大陸軍に加わったときに半給で失われたものの代償として3,998.81ドルの支払いを承認した。